# Safar
Safar in arabo صفر‎?, ṣafar è il secondo mese del calendario lunare.
Safar in arabo significa "il (mese) vuoto". Vi sono due teorie riguardo a questa parola: la prima vuole che, quando gli Arabi preislamici partivano per una razzia lasciavano "vuote" (sifr) le loro case. La seconda teoria vuole invece che il nome del mese provenga dalla parola araba che significa "giallo" (sufr): questo mese sarebbe caduto in origine in autunno, quando le foglie ingialliscono (oggi invece, i mesi del calendario islamico non sono più legati all'anno solare ed ogni anno cadono in un periodo diverso). Comunque sia, questo mese viene considerato il più infausto del calendario, perché è durante questo mese che Adamo venne cacciato dal giardino dell'Eden.

## Avvenimenti legati a questo mese
- 1 safar, i familiari di al-Husayn ibn Ali, catturati a Kerbala, entrarono nel palazzo di Yazid I in Siria (61 H/680).
- 7 safar, nacque il settimo imam sciita, Musa al-Kazim (745).
- 9 safar, vittoria di ʿAlī ibn Abī Ṭālib nella battaglia di Nahrawan (38 H).
- 13 safar, martirio di Sakina bint al-Husayn (61 H/680).
- 17 safar, martirio dell'ottavo imam sciita ʿAlī al-Riḍā (203 H/818).
- 18 Safar,si celebra il "Grande Magal di Touba" ovvero la partenza di Cheikh Ahmadou Bamba verso l'esilio a Gabon (1895).
- 20 safar, celebrazione (sciita) di Arba'in, quaranta giorni dopo la Ashura.
- 28 safar, morte dell'imam al-Hasan ibn Ali (50 H/669)